# Adrien Michel
Pour les articles homonymes, voir Michel.
Adrien Michel est un homme politique français né le 2 janvier 1844 à Raucoules (Haute-Loire) et décédé le 15 septembre 1932 à Yssingeaux (Haute-Loire).

## Biographie
Adrien Michel soutient sa thèse de médecine en 1870 à Paris consacrée à la Réduction des hernies en masse. Il fait la campagne de 1870 en qualité de médecin aide-major. 
Médecin à Yssingeaux, il est élu conseiller municipal puis il est maire de la ville de 1889 à 1893, conseiller d'arrondissement de 1884 à 1895 et conseiller général du canton de Montfaucon-en-Velay de 1902 à 1906. Il est député de la Haute-Loire, en battant M. Binachon, de 1902 à 1906, siégeant à droite. 
Il s'est mariée avec Anna Veyrac d'Yssingeaux. Ils ont trois enfants : Paul sera médecin à Yssingeaux, Augustin, avocat à la Cour d'appel de Paris et Marguerite épousera le fils d'un juge du tribunal d'Yssingeaux. 

## Sources
- « Adrien Michel », dans le Dictionnaire des parlementaires français (1889-1940), sous la direction de Jean Jolly, PUF, 1960 [détail de l’édition]